# Економіка Луганської області
Економіка Луганської області — входить до складу Донецького економічного району, розташованому на сході України. На північному заході область межує з Північно-східним економічним районом, на південному заході — з Донецькою областю. Крім того область межує з економічними районами Росії — з Центральночорноземним на півночі та Північно-Кавказьким на сході.
Луганська область мала значний економічний потенціал і входила у п'ятірку найміцніших промислово-економічних регіонів України. Її частка в загальноукраїнському обсязі валової доданої вартості становить 4,5 %. На її території зосереджувалося близько 4,6 % основних фондів України, 5 % трудових ресурсів.

## Промисловість
Промисловість займає провідне місце в економіці області. Її частка у валовому суспільному продукті регіону становить близько 75 %. Провідною галуззю регіону є переробна промисловість, що представлена підприємствами з видобутку кам'яного вугілля виробництва коксу та продуктів нафтопереробки, будівельних матеріалів, машинобудування, хімічної, нафтохімічної, харчової, лісової, легкої промисловості. У валовому обсязі виробництва частка продукції, яка виготовлена підприємствами переробного комплексу, становить 71,6 %.
Область займає провідне місце в Україні з багатьох видів промислової діяльності: видобутку кам'яного вугілля, первинної обробки нафти, випуску нафтопродуктів, азотних добрив, кальцинованої соди, синтетичних смол і пластмас, скла.
В регіоні сформувалися три великі промислові вузли:
- Луганський, підприємства якого спеціалізуються на машинобудуванні, металообробці та легкій промисловості.
- Алчевсько-стахановський, основними галузями якого є видобуток вугілля, машинобудування та металургія.
- Сєвєродонецько-лисичансько-рубіжанський спеціалізується на продукції хімії та нафтохімії.

### Видобувна промисловість

#### Видобуток кам'яного вугілля

Динаміка видобутку вугілля на Луганщині в 2003—2009 роках

У Луганській області добувається близько 40 % всього українського енергетичного вугілля. В області видобувається близько 18 млн тонн вугілля, що становить 31 % від усього видобутого вугілля держави.
На підприємствах вугільновидобувної промисловості працює близько 115 тис. робітників, що становить приблизно 38 % від усього зайнятого у промисловості населення регіону. питома вага галузі у промисловості області становить 11,5 %, але з року в рік цей показник невпинно падає.
На території Луганської області розміщено більше 130 підприємств, підпорядкованих Міністерству енергетики та вугільної промисловості України, половина з них знаходяться на стадії ліквідації, реорганізації або ж банкрутства.
Найбільш стабільні підприємства:
- ВАТ «Лисичанськвугілля»
- ДКХ «Луганськвугілля»
- ДКХ «Свердловантрацит»
- ДКХ «Антрацит»
- ДКХ «Первомайськвугілля»
- ДКХ «Ровенькиантрацит»
- ДКХ «Донбасантрацит»

#### Видобуток газу
Поклади природного газу оцінюються приблизно в 19 млрд куб.м. Основні поклади — Ольховське і Вергунське.

### Машинобудування
Машинобудування є базовою галуззю в економіці Луганської області. До складу машинобудівного комплексу області входить більше 130 підприємств різної форми власності.
Провідними підприємствами галузі є:
- ВАТ ДХК «Луганськтепловоз»
- ЗАТ"Краснодонський завод «Автоагрегат»
- ВАТ «Краснолуцький машинобудівний завод»
- ВАТ «Первомайський електромеханічний завод»
- ВАТ «Стахановський вагонобудівний завод»
- Консорціум «Укрбат»
- ЗАТ «Луганський машинобудівний завод»
- ЗАТ «Первомайський механічний завод»
- ЗАТ «Термо»
- ВАТ «Кіровський завод Центрокуз»

### Металургія
Основою чорна металургії Луганської області є коксоване вугілля, що виробляється підприємствами Стаханова та Алчевська, залізна руда з Кривого Рогу, марганцева руда з Нікополя, флюси і вогнетриви Донецької області.
Провідні підприємства металургії:
- Алчевський металургійний комбінат
- Алчевський коксохімічний завод
- Стахановський завод феросплавів
- Луганський трубний завод
- СП «Інтерсплав» (Довжанськ)

### Хімічна промисловість
Підприємства Луганської області виробляють 12,3 % азотних добрив (мінеральних добрив — 284,3 тис. тонн), 22 % кальцинованої соди, 39,1 % синтетичних смол і пластмас України.
Основні хімічні підприємства області:
- Сєвєродонецьке об'єднання «Азот»
- Рубіжанський казенний завод «Зоря»
- Рубіжанський хімічний комбінат
- Об'єднання «Склопластик»

### Нафтопереробна промисловість
Нафтопереробна промисловість представлена Лисичанським нафтопереробним заводом (нині ВАТ «Лінос»), збудованим в 1976 р. Лисичанський НПЗ — єдиний в Україні комплекс по виробництву пропілена.

### Лісова промисловість
Лісова промисловість області представлена виробництвом пиломатеріалів (лісопильна промисловість) та картону (целюлозно-картонна промисловість).

### Легка промисловість
Легка промисловість області представлена взуттєвою, шерстяною, трикотажною (Луганськ), панчішно-шкарпетковою (Рубіжне) галузями, виробництвом ялинкових іграшок (Лисичанськ), а також підприємствами швейної промисловості — Луганськ, Стаханов, Алчевськ, Красний Луч, Довжанськ, Лисичанськ.

## Сільське господарство
Обсяг продукції сільського господарства за січень-серпень 2010 року порівняно з січнем-серпнем 2009 року в усіх категоріях господарств зменшився на 8,4 %, у тому числі у сільськогосподарських підприємствах — на 10,1 %, у господарствах населення — на 7,1 %.
Усіма категоріями господарств за 8 місяців 2010 року реалізовано на забій худоби та птиці 36,3 тис. т (102,8 %), молока — 213,4 тис. т (95,3 %), яєць — 542,2 млн шт. (115,6 %).

### Тваринництво

#### Конярство

Пам'ятник Кокетливому — коню-рекордсмену Новоолександрівського кінного заводу

На території Луганської області знаходяться 4 з 10 конезаводів України. Біловодський район є єдиним регіоном країни, де розташовані три заводи державної форми власності та де конярство є головною галуззю сільського господарства. На Деркульському кінному заводі розводять коней чистокровної та української верхової породи, на Лимарівському — російської та орловської рисистої породи, на новоолександрівському — новоолександрівської ваговозної, на Стрілецькому (Міловський район) — чистокровної верхової.
Фінансування поголів'я коней зменшилося; держава фінансує тільки 30 % від загальних потреб галузі. Крім того, спостерігаються проблеми щодо реалізації скакунів, що самі конярі пояснюють недостатньою селекційною роботою. Окрім коней, на конезаводах вирощують корів, овець, свиней. Земельні ділянки, які мають у своєму розпорядженні підприємства, через нездатність обробляти їх самотужки здаються в оренду.
Три з чотирьох конезаводів Луганської області, окрім Стрілецького, внесені в перелік підприємств, що не підлягають приватизації. Стрілецький кінний завод було виключено з цього списку у 2007 році.

## Транспорт і зв'язок
За січень-серпень 2010 року підприємствами транспорту області перевезено 22,6 млн т вантажів, що на 9,5 % більше, ніж у січні-серпні
2009 року. Вантажообіг збільшився на 17,8 % і становив 3003,9 млн ткм.
Залізничним транспортом за січень-серпень 2010 року перевезено 16,7 млн т вантажів, що на 9,5 % більше обсягу перевезень у січні-серпні 2009 року. Вантажообіг збільшився на 9,8 % і становив 1551,1 млн ткм.
Підприємствами автомобільного транспорту (з урахуванням перевезень фізичними особами-підприємцями) доставлено замовникам 5,9 млн т вантажів, що на 9,5 % більше, ніж у січні-серпні 2009 року. Вантажообіг становив 1452,8 млн ткм і збільшився на 27,9 % у порівнянні з січнем-серпнем 2009 року.
За січень-серпень 2010 року громадським транспортом відправлено 177,1 млн пасажирів, що на 30,0 % менше, ніж у січні-серпні 2009 року. За цей період виконано пасажирську роботу в обсязі 2357,4 млн пас. км, що на 23,2 % менше порівняно з січнем-серпнем 2009 року.

## Енергетика
У Луганській області наявні такі енергопотужності:
- ДП «Лисичанська ТЕЦ»
- ДП «Сєвєродонецька ТЕЦ»
- Луганська ТЕС
- Штерівська ДРЕС (закрита)
- Сватівська ТЕЦ

## Зовнішньоекономічна діяльність

### Інвестиції
За січень-червень 2010 року освоєно 1897,6 млн грн. капітальних інвестицій. Переважну частку з них 99,2 % від загального обсягу становили інвестиції у матеріальні активи.
За січень-червень 2010 року підприємствами та організаціями освоєно 1378,8 млн грн. інвестицій в основний капітал, що на 2,2 % більше порівняно з січнем-червнем 2009 року (у січні-червні 2009 року — менше на 62,9 %).
У І півріччі 2010 року в економіку області іноземними інвесторами вкладено 387,5 тис. дол. США прямих інвестицій (у І півріччі 2009 року — 3207,3 тис. дол.). З країн ЄС надійшло 257,7 тис. дол. США (66,5 % загального обсягу), з країн СНД — 9,5 тис. дол. США (2,5 %), з інших країн світу — 120,3 тис. дол. США (31,0 %).
Загальний обсяг прямих іноземних інвестицій, внесених в область станом на 01.07.2010 склав 618,3 млн дол. США, що в розрахунку на одну особу становить 266,3 дол США.